# Cementiri de Pont de Molins
El Cementiri de Pont de Molins és una obra de Pont de Molins (Alt Empordà) inclosa a l'Inventari del Patrimoni Arquitectònic de Catalunya. Situat al nord-oest del nucli urbà de la població de Pont de Molins, al veïnat de Molins, al costat de l'església de Sant Sebastià.

## Descripció
Recinte de planta rectangular delimitat per una tanca de pedra amb barana de ferro, que s'adossa a la façana de llevant del campanar de l'església. El portal d'accés és rectangular i presenta els brancals fets amb carreus de pedra desbastats. Un dels carreus presenta una creu gravada en baix relleu. El cementiri s'organitza en quatre terrasses disposades a diferent nivell i comunicades per tres trams d'escales situades al centre del recinte. A banda i banda hi ha els nínxols, organitzats en cossos rectangulars de diferents longituds, amb les cobertes de teula d'un sol aiguavés o bé planes. Les dues terrasses inferiors presenten nínxols disposats verticalment o, per contra, tres filades de nínxols horitzontals. A mode decoratiu presenten cornises motllurades amb decoració geomètrica. En canvi, els cossos de les terrasses superiors presenten un màxim de quatre filades de nínxols horitzontals i pràcticament no compten amb cap tipus d'element decoratiu. Cal destacar el panteó de la família Jordà, situat a l'entrada al recinte. Es tracta d'una petita construcció amb la coberta de dos aiguavessos, bastida amb carreus de pedra alineats. Presenta un total de sis nínxols horitzontals decorats amb una creu central ornamentada.
Les construccions estan arrebossades i emblanquinades, exceptuant la tanca de pedra.

## Història
Cementiri bastit al segle xix. Com molts altres cementiris municipals, té el seu origen en la disposició reial de Carles III que vers el final del segle xviii ordenà que la construcció dels cementiris fos fora de les poblacions per així evitar problemes relacionats amb la higiene i la salut. Així i tot, aquesta tendència no es va generalitzar fins a la segona meitat del segle xx.
Cal esmentar que a l'escala de dintre el recinte funerari s'aprecia, en un dels esglaons de l'escala, la data 1977 pintada en negre, testimoni del bastiment d'aquesta.